# Montreal Classic
Il Montreal Classic è stato un torneo femminile di tennis che si disputava a Montréal in Canada su campi in cemento.

## Albo d'oro

### Singolare
| Anno | Campionessa         | Finalista           | Punteggio |
| ---- | ------------------- | ------------------- | --------- |
| 1978 | Caroline Stoll      | Françoise Dürr      | 6-3, 6-2  |
| 1980 | Martina Navrátilová | Greer Stevens       | 6-2, 6-1  |
| 1982 | Glynis Coles        | Leigh-Anne Thompson | 6-4, 6-4  |

### Doppio
| Anno | Campionesse                    | Finalista                   | Punteggio        |
| ---- | ------------------------------ | --------------------------- | ---------------- |
| 1978 | Julie Anthony Billie Jean King | Ilana Kloss Marise Kruger   | 6-4, 6-4         |
| 1980 | Pam Shriver Anne Smith         | Ann Kiyomura Greer Stevens  | 3-6, 6-6, ritiro |
| 1982 | Marjorie Blackwood Susan Leo   | Diane Desfor Barbara Jordan | 6-2, 6-4         |